# Thuróczy Tibor
Turócszentmihályi és alsóköröskényi Thuróczy Tibor (Nyitraivánka, 1882. szeptember 9. – Pozsony, 1947. június 17.) vadászíró, 1912-1919 között Nyitra polgármestere.

## Élete
Thuróczy Vilmos (1843–1921) Nyitra vármegye főispánja és zékelyi Tóth Zsuzsanna (1856–1911) csillagkeresztes hölgy fia. Testvére Thuróczy Károly. Felesége Schey Gertrúd Margaréta (1891–?), lányuk Thuróczy Éva.
1900-ban érettségizett a Nyitrai Piarista Gimnáziumban, ahol a Dugonics-önképzőkör alelnöke volt.
1915-ben felavatta nyitrai Vasturult.
1918 végén Gyürky Ferenc városi főjegyző intézte a városi teendőket, mivel a polgármester a katonák által behurcolt spanyolnáthában betegeskedett. Az őszirózsás forradalom győzelmével a kormány önálló Nemzeti Tanácsok felállítását írta elő. Még október 31-én A Nyitrai Lapok szerkesztője, Gyürky Ferenc és Magyar Viktor ügyvéd felkeresték otthonában és megegyeztek a helyi Nemzeti Tanács felállításáról. A november 1-i tanácskozáson nem sikerült a Nemzeti Tanácsot megválasztani, s eközben a budapesti kormány táviratban Gyürkyt nevezte ki a Nemzeti Tanács élére.
Ő kezdeményezte a magyar vizsla megmentését. Mártonvölgyi László és Motesíky Árpád több esetben idézte meg írásaiban alakját, illetve családját.
Számos cikket írt a Nimród (Vadászlap), a Wild und Hund lapokba. Nagy könyvének kézirata Budapest ostrománál égett el. A Nyitrai Írók Könyvében is jelent meg írása.

## Művei
- 1918 Erős szarvast lőni! Nimród 6
- 1918 Hogy lett két lapátosból egy. Nimród 6
- 1918 A tizenkettedik. Nimród 6
- 1918 Levél (Bőgés után). Nimród 6
- 1918 Ki merte reményleni? Nimród 6
- 1918 Esetek. Nimród 6
- 1918 A spánielről. Nimród 6
- 1927 Amikor talán irigy voltam. Nimrod V/3 (február 1.)
- 1931 Vett fácánok. Nimród IX/9-10 (május 1.)
- 1935 Naše polovníctvo
- 1935 Drop veľký a malý. In: Cyprián Čech - František Vodička - Viliam Záborský (ed.): Naša zverina. Bratislava
- 1935 Šurany. In: C. Čech - F. Vodička - V. Záborský (ed.): Naša zverina. Bratislava
- 1937 Csáky és a vadkacsák. Vadászlap 11/6